# Giorgi Iwaniszwili
Giorgi Iwaniszwili (gruz. გიორგი ივანიშვილი, ur. 18 października 1989 w Tbilisi) – gruziński piłkarz występujący na pozycji pomocnika.

## Kariera klubowa
Grę w piłkę nożną rozpoczął w akademii piłkarskiej FC Zürich. W 2007 roku włączono go do składu zespołu rezerw, grającego w 1. Liga, skąd wypożyczano go do klubów Swiss Challenge League, kolejno: FC Wohlen, FC Schaffhausen (spadek z ligi w sezonie 2010/11) i AC Bellinzona. Latem 2012 roku został zawodnikiem Bellinzony na zasadzie transferu definitywnego. Po sezonie 2012/13 z powodu niewypłacalności oraz problemów licencyjnych SFV relegował jego klub do III ligi. Iwaniszwili wkrótce po tym opuścił zespół i z powodu złamania kości ręki przez kolejny rok pozostawał bez pracodawcy.
W lipcu 2014 roku podpisał umowę ze Spartaki Cchinwali prowadzonym przez Kachabera Kaczarawę. 15 sierpnia zadebiutował w Erownuli Lidze w wygranym 1:0 meczu przeciwko Merani Martwili. W lipcu 2015 roku wystąpił po raz pierwszy w europejskich pucharach w dwumeczu z FC Botoșani (1:1, 1:3) w kwalifikacjach Ligi Europy 2015/16. Łącznie przez 2 sezony rozegrał dla tego klubu 53 ligowe spotkania i zdobył 11 goli. Od połowy 2016 roku występował w Czichurze Saczchere, z którą w sezonie 2016 dotarł do finału play-off o mistrzostwo kraju i zdobył Puchar Gruzji 2017. W styczniu 2018 roku przeszedł do Dinamo Tbilisi, z którym wywalczył wicemistrzostwo kraju.
W styczniu 2019 roku, po odbyciu testów, podpisał półroczny kontrakt z Zagłębiem Sosnowiec prowadzonym przez Valdasa Ivanauskasa. 9 lutego 2019 zadebiutował w Ekstraklasie w przegranym 0:2 meczu ze Śląskiem Wrocław. Po zakończeniu rundy wiosennej sezonu 2018/19, w której zaliczył 9 występów, Zagłębie zajęło ostatnie miejsce w tabeli i spadło do I ligi, a on sam opuścił klub.

## Kariera reprezentacyjna
W latach 2007–2010 występował w młodzieżowych reprezentacjach Gruzji w kategorii U-19 oraz U-21.

## Życie prywatne
W wieku 7 lat przeprowadził się z rodziną do Szwajcarii, gdzie nabył obywatelstwo tego kraju. Jest przybranym synem Micheila Kawelaszwiliego. W 2015 roku wstąpił w związek małżeński z Ninuką Gabrichidze. Posługuje się biegle trzema językami obcymi: angielskim, niemieckim oraz włoskim.

## Sukcesy
Czichura Saczchere
- Puchar Gruzji: 2017